# 5.11 Tactical
5.11 Tactical („five eleven tactical“) ist ein US-amerikanischer Bekleidungs- und Ausrüstungshersteller.

## Unternehmensgeschichte
Die Ursprünge von 5.11 Tactical begannen mit einer Klettertour des Bergsteigers Royal Robbins. Als er die Spitze eines Anstiegs in Yosemite-Nationalpark erreichte, bemerkte er, dass die Hosen, die er trug, nicht zum Klettern geeignet waren. Robbins entschied, etwas Haltbareres mit besserer Funktionalität zu entwerfen. Er begann 1968 mit der Herstellung von Hosen mit dem Namen „5.11“, die ein markenrechtlich geschütztes Design hatten. Der Name „5.11“ stammt von dem höchsten Schwierigkeitsgrad beim Klettern, dem Yosemite Decimal System.
Robbins verkaufte 1999 eine 51-prozentige Beteiligung an seinem Unternehmen an Dan Costa, der nach Optimierungen feststellte, dass die Hosen von 5.11 Tactical an der FBI-Academie in Virginia Quantico immer beliebter wurden. Costa übernahm das gesamte Unternehmen im Jahr 2002, verkaufte aber Royal Robbins Clothing wieder an dessen Gründer Robbins im Jahr 2003, behielt jedoch die Marke 5.11 Tactical und gründete eine neue Firma namens 511 (Tactical) Inc. Dan Costa und sein Co-Partner Francisco Morales begannen in Zusammenarbeit mit dem FBI, funktionelle Bekleidung zu entwickeln.
Im Jahr 2006 wurde 5.11 Tactical auf der Liste der 500 am schnellsten wachsenden Unternehmen des Landes von Inc. magazine auf Platz 211 gesetzt. TA Associates, ein Private-Equity-Unternehmen in Boston, erwarb 2007 für 305 Millionen US-Dollar eine Mehrheitsbeteiligung an 5.11 Tactical.
2012 erwarb 5.11 Tactical Beyond Clothing LLC, eine in Seattle ansässige Marke für maßgefertigte Outdoor-Bekleidung, zu einem nicht genannten Preis. Ebenfalls im Jahr 2012 gab das Unternehmen bekannt, Entwicklungsjobs nach Irvine, Kalifornien, zu verlagern und einige Funktionen in Modesto zu belassen.
2014 expandierte das Unternehmen in den Einzelhandel und eröffnete Standorte in Riverside und Las Vegas. In den folgenden zwei Jahren wurden Geschäfte in Kalifornien, Colorado, Texas, Utah, Florida sowie in Australien eröffnet. Im Jahr 2016 wurde das Unternehmen für 401 Millionen US-Dollar an Compass Diversified Holdings verkauft.
Im Mai 2018 besaß das Unternehmen 48 Verkaufsläden in den USA, Deutschland (Hamburg), Australien, China, Taiwan, Indonesien und Japan.
5.11 ist Ausstatter bzw. Sponsor der CrossFit Games.